# 찐따
찐따는 '어수룩한 사람', '찌질한 사람', '어울리지 못하는 사람' 을뜻하는 비속어이다. '짝짝이'를 이르는 일본어 '찐빠(跛)'에서 기원했다고 알려져 있으나, 명확히 밝혀진 어원은 없고, '절름발이'의 전북 방언이라는 것만 알려져 있다. 옛날 군대에서는 고문관을 욕하는 표현으로 쓰였다고 한다.

## 정의
영어로는 Loser나 Outcast에 해당된다. ‘찐따’는 절름발이를 뜻하는 일본어 ‘찐바(ちんば)’의 잔재 용어로 양다리의 길이가 달라 걷기 불편한 사람, 주로 소아마비를 가진 사람을 비하할 때 사용하다가 현재는 타인을 비하하는 용어로 쓰는 단어다. 국어사전에는 ‘찐따’를 절름발이의 전북 방언이라고 정의했다.